# Primarias del Partido Demócrata de 2008 en Tennessee
Las Primarias demócratas de Tennessee, 2008 fueron el 5 de febrero de 2008, también conocido como Super Martes. 

## Resultados
| Candidato       | Votos   | Porcentajes | Delegados |
| --------------- | ------- | ----------- | --------- |
| Hillary Clinton | 331,781 | 54.1%       | 38        |
| Barack Obama    | 250,341 | 40.9%       | 28        |
| John Edwards    | 27,558  | 4.5%        | 0         |
| Indecisos       | 3,111   | 0.5%        | 0         |
| Total           | 612,791 | 100%        | 66        |